# Eugen Schmalenbach
Johann Wilhelm Eugen Schmalenbach (* 20. August 1873 in Halver-Schmalenbach; † 20. Februar 1955 in Köln) war ein deutscher Wirtschaftswissenschaftler. Er ist der Bruder des Philosophen Herman Schmalenbach. Er gilt als einer der Begründer der Betriebswirtschaftslehre als akademisches Lehrfach.

## Leben
Eugen Schmalenbach wurde 1873 als Sohn des Kleineisenwarenfabrikanten Friedrich Schmalenbach (* 1847, † 7. April 1906) und dessen Ehefrau Emma Schmalenbach, geborene Halverscheid, geboren. Kurz nach der Geburt zog die Familie nach Breckerfeld. Aber bereits 1882 erfolgte der nächste Umzug, diesmal nach Elberfeld (heute zu Wuppertal), wo der Vater „Strafanstalts-Unternehmer“ wurde, also Strafgefangene beschäftigte. Auf Grund finanzieller Schwierigkeiten musste Schmalenbach bereits 1890 den Besuch des dortigen Gymnasiums abbrechen.
Bevor er eine Volontärzeit in einem Maschinenbauunternehmen machte, war er kurze Zeit auf der Königlichen Fachschule für Stahl- und Kleineisenindustrie in Remscheid. 1891 begann er eine kaufmännische Lehre in Velbert und trat 1894 in das Geschäft seines Vaters ein. Bereits drei Jahre später übernahm er die Leitung des Unternehmens.
1898 kam er, gegen den Willen seines Vaters, zum Studium an die neu gegründete Handelshochschule Leipzig und schrieb sich als einer der ersten Studenten für das Fach Handelstechnik ein. 1899 legte der Student eine Arbeit mit dem Titel Buchführung und Kalkulation im Fabrikgeschäft über die Deckungsbeitragsrechnung vor. Kern der Überlegungen war die Unterscheidung zwischen fixen und variablen Kosten. Im Gegensatz zu den USA war diese Denkweise in Deutschland völlig neu. 1900 schloss er sein Studium dort mit der Note 1,0 ab. Direkt im Anschluss ging er an die Universität Leipzig, um dort Nationalökonomie bei Karl Bücher zu studieren, dessen Assistent er wurde.
Schmalenbach heiratete 1901 Marianne Sachs. Aus der Ehe gingen zwei Kinder hervor, die Tochter Marianne (1902) und der Sohn Fritz Schmalenbach (1909–1984).
Ab 1903 war er Dozent an der Handelshochschule Köln, 1903 habilitierte sich Schmalenbach dort ohne vorherige Promotion mit der verschollenen Arbeit Die buchhaltungstechnische Darstellung der Betriebsgebarung, aus der später seine Verrechnungspreislehre hervorging, und lehrte dann als Privatdozent. 1906 wurde er Professor an dieser Hochschule, 1919 durch die Angliederung an die Universität zu Köln ordentlicher Professor und Ordinarius der Wirtschafts- und Sozialwissenschaftlichen Fakultät.
Da er mit einer Jüdin verheiratet war, wurden er und seine Frau Opfer der nationalsozialistischen Repressionen. 1933 kam er durch Antrag auf Emeritierung seiner Zwangsemeritierung zuvor. In der Folgezeit war die Familie von der Kürzung der Lebensmittelrationen und der Unterbindung des Bezugs von Papier bis zur drohenden Verschleppung nach Theresienstadt bedroht. Eine Zeitlang bewahrte sie der Status einer „privilegierten Mischehe“ vor der Deportation. In der Endphase des Zweiten Weltkrieges hielt sich die Familie beim ehemaligen Assistenten und Freund Schmalenbachs Ludwig Feist und dessen Frau Gertrud versteckt.
Nach Kriegsende konnte er wieder als Ordinarius an die Universität zurückkehren und lehrte noch bis 1947. Bis 1950 war er noch Direktor des Seminars für Betriebsorganisation.
1951 wurde Schmalenbach emeritiert. Sein Nachfolger an der Universität wurde Erich Gutenberg.

## Werk

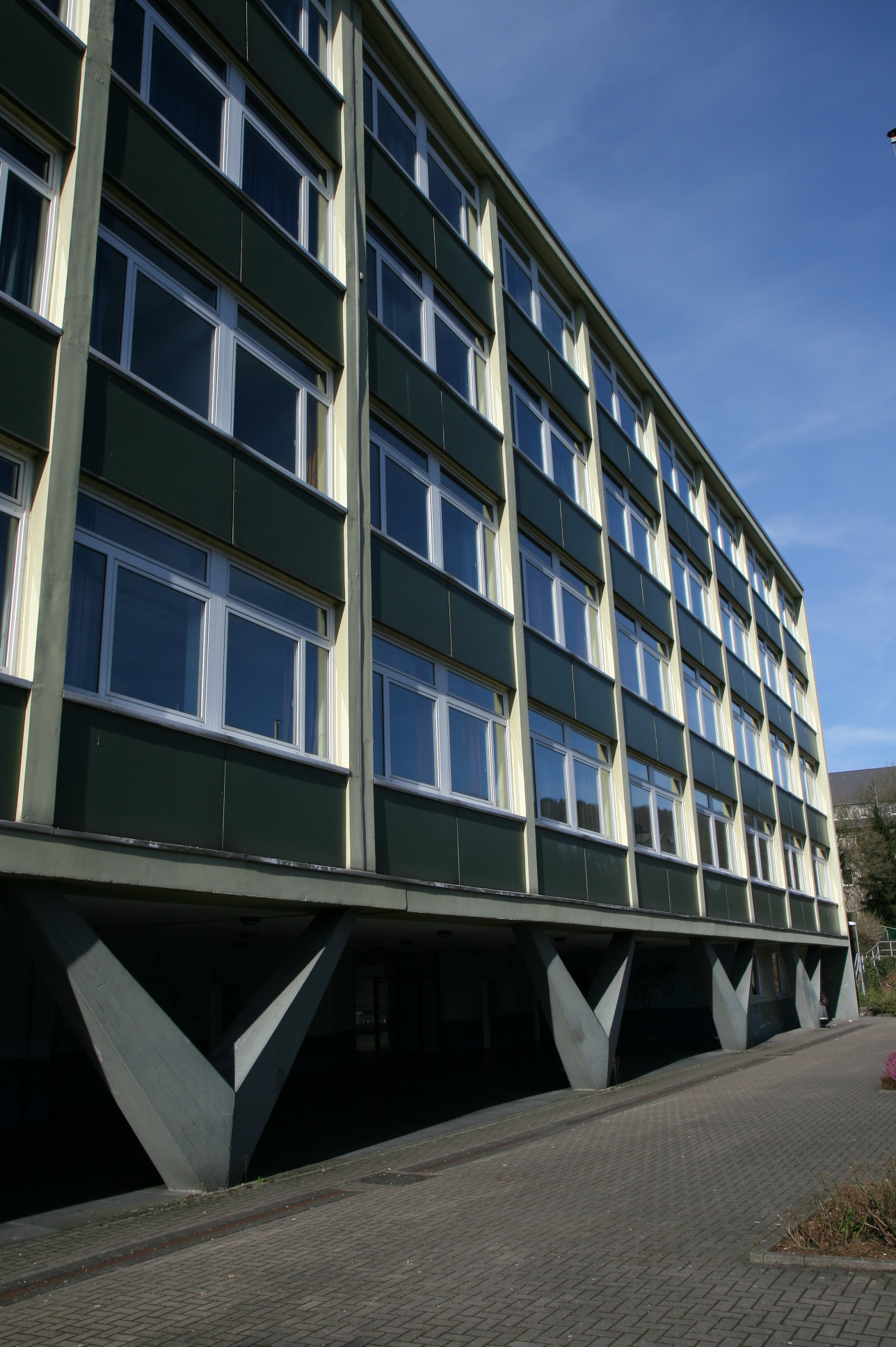
Eugen-Schmalenbach-
Berufskolleg in Altena

Eugen Schmalenbach sah die Betriebswirtschaftslehre als eine auf betriebliche Praxis ausgerichtete Kunstlehre und stand damit im Gegensatz zu der Ansicht Wilhelm Riegers, die Betriebswirtschaftslehre als reine Wissenschaft zu betrachten. Diese Auseinandersetzung ist als zweiter Methodenstreit neben dem Methodenstreit der Nationalökonomie bekannt. Schmalenbach gab dem Fach Betriebswirtschaftslehre seinen heutigen Namen.
Bereits in seiner Habilitationsschrift von 1903 legte Schmalenbach die Grundlagen der Deckungsbeitragsrechnung. 1906 gründete Schmalenbach die Zeitschrift für handelswissenschaftliche Forschung, welche bis heute – jedoch unter dem veränderten Namen Schmalenbachs Zeitschrift für betriebswirtschaftliche Forschung – fortbesteht. 1908 legte er die Notwendigkeit der Einführung konzerninterner Verrechnungspreise dar. Sein Aufsatz Privatwirtschaftslehre Kunstwirtschaftslehre (1911) sollte praktisch verwertbares Wissen in Form von Kaufmannsregeln, Handelsusancen oder Entscheidungsregeln zur Verfügung stellen. Hauptgedanke war hier vor allem das Prinzip einer möglichst sparsamen Mittelverwendung. Diese grundlegenden Themen machten ihn zum Begründer der „Kölner Schule“ als begrifflicher Zusammenfassung der Lehren Schmalenbachs und seiner unmittelbaren Schüler oder Schmalenbach und seine Schüler selbst, benannt nach dem langjährigen Wirkungsort Schmalenbachs, der Universität zu Köln.
Sein Schwerpunkt war das Rechnungswesen mit Bilanztheorie, Kostenrechnung und Kontenrahmen. Schmalenbach war Vertreter der dynamischen Bilanztheorie, welche er in seinem gleichnamigen Werk (1919) erläuterte. Die pretiale Lenkung war ein Kernbegriff aus seinen Arbeiten.
Aus dem Verein akademischer Kaufleute gründete sich in Köln auf Initiative von Eugen Schmalenbach am 23. Juli 1905 der Verband der Inhaber Deutscher Handels-Hochschuldiplome, dem späteren Verband Deutscher Diplom-Kaufleute (VDDK), dem heutigen Bundesverband Deutscher Volks- und Betriebswirte (bdvb).
1928 hielt er in Wien auf der Tagung der Betriebswirtschaftler an deutschen Hochschulen einen Vortrag mit der These, dass deutsche Unternehmen wegen steigender Fixkosten besondere Probleme hätten, die letztlich eine staatliche Intervention erforderlich machen würden. Er löste mit diesem Vortrag „Die Betriebswirtschaftslehre an der Schwelle der neuen Wirtschaftsverfassung“ die „Schmalenbachkontroverse“ aus.
Sein Aufsatz Der Freien Wirtschaft zum Gedächtnis von 1931 wurde als weitsichtige Studie im Fach hoch geachtet.

## Ehrungen und Gedenken
- 1953: Großes Verdienstkreuz der Bundesrepublik Deutschland

Noch zu Lebzeiten, im Jahr 1951, entstand die „Schmalenbach-Gesellschaft zur Förderung der betriebswirtschaftlichen Forschung und Praxis e. V.“. Hervorgegangen ist diese aus der Schmalenbach-Vereinigung, welche bereits am 4. April 1936 aus dem VDDK gegründet wurde. Diese wurde 1998 in die „Schmalenbach-Gesellschaft für Betriebswirtschaft e. V.“ umbenannt.
Nach Eugen Schmalenbach benannt wurden die Berufskollegs in Halver und Altena, Gebäude der Handelshochschule Leipzig, der Fernuniversität in Hagen und der Wiesbaden Business School sowie Hörsäle in der Universität zu Köln und der heutigen Technischen Hochschule Köln (Campus Südstadt, im Gebäude seiner ehemaligen Wirkungsstätte).